# 3C273

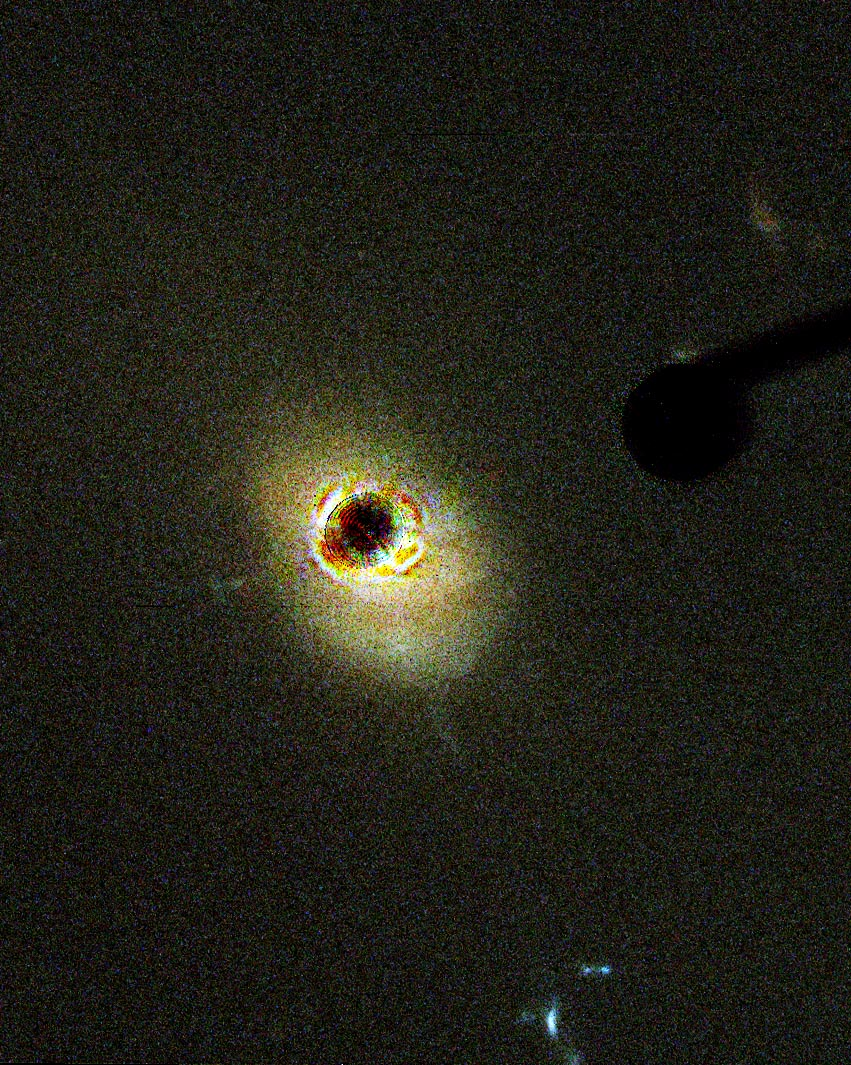
Imagen de 3C273 recogida por el telescopio espacial Hubble.

3C 273 es un cuásar localizado en la constelación de Virgo. Fue el primer cuásar en ser identificado.
Desde un punto de vista óptico es el cuásar más brillante en el cielo de la Tierra (m ~12.9), y uno de los más próximos con un corrimiento al rojo, z, de 0.158. Es posible calcular distancia de luminosidad de DL = 749 megaparsecs (2400 millones de años luz) a partir de z. Además es uno de los cuasares más luminosos de los que se tenga conocimiento, con una magnitud absoluta de −26.7, lo cual significa que si estuviera tan lejos como Pollux (~10 parsecs) tendría un aspecto casi tan brillante en el cielo como el Sol. Dado que la magnitud absoluta del Sol es de 4.83, significa que el cuásar es más de 4 billones de veces más luminoso que el Sol en longitudes de onda visibles. La masa de su agujero negro central se ha medido en 886 ± 187 millones de masa solares mediante mapeo de reverberación de líneas de emisión amplias.

## Observación
3C 273 es visible de marzo a julio tanto en el hemisferio norte como en el sur. Situado en la constelación de Virgo, es lo suficientemente brillante como para ser observado con grandes telescopios de aficionado. Debido en parte a su luminosidad radioeléctrica y a su descubrimiento como el primer cuásar identificado, la ascensión recta de 3C 273 en el Quinto Catálogo Fundamental (FK5) se utiliza para estandarizar las posiciones de 23 radiofuentes extragalácticas utilizadas para definir el Sistema Internacional de Referencia Celeste (ICRS).
Dada su distancia a la Tierra y su magnitud visual, 3C 273 es el objeto celeste más distante que los astrónomos aficionados medios pueden ver a través de sus telescopios.

## Historia
Fue el primer cuásar descubierto. El nombre de 3C 273 significa que fue el objeto n.º 273 (en orden de ascensión recta) del Third Cambridge Catalog of Radio Sources (3C), publicado en 1959. Después de mejorar la posición del objeto observando la ocultación de la fuente por la luna con el telescopio del Observatorio Parkes, la radiofuente fue rápidamente asociada con una contrapartida en el espectro óptico, un objeto estelar no resuelto. En 1963, Maarten Schmidt y Bev Oke publicaron varios artículos en la revista Nature dando cuenta del gran corrimiento al rojo de la fuente, lo que implicaba que a pesar de su apariencia estelar, estaba muy lejos de nuestra galaxia (varios miles de millones de años-luz).
Antes del descubrimiento de 3C273, muchas otras radiofuentes fueron asociadas con contrapartidas ópticas de similar naturaleza; la primera fue 3C 48. También, muchas galaxias activas que habían sido erróneamente identificadas como estrellas variables se asimilaron a este nuevo tipo de objeto, incluyendo objetos tan famosos como BL Lac, W Com y AU CVn. Sin embargo, no se comprendió la verdadera naturaleza de estos objetos, ya que no se parecían al espectro de ninguna estrella conocida. 3C 273 fue el primer objeto en ser identificado como lo que ahora llamamos cuásar, que son objetos extremadamente luminosos a distancias cosmológicas.
3C 273 es un cuásar radio-silencioso, y fue también la primera fuente extragaláctica de rayos X descubierta en 1970. Su luminosidad es variable en casi todas las longitudes de onda, desde las ondas de radio a los rayos gamma en escala de días a décadas. Se ha observado polarización en radio, infrarrojo y óptico, lo cual sugiere que una gran cantidad de emisión es por radiación sincrotrón, creada por el jet de partículas cargadas moviéndose a velocidades relativistas. Las observaciones de VLBI en radio de 3C 273 muestran movimientos propios de la fuente de algunas regiones de emisión que aparentemente se mueven a velocidades superlumínicas.
La posición de 3C 273 es (J2000) ascensión recta 12h 29m 6,7s, declinación +2d 3m 8,6s, y es visible en primavera en ambos hemisferios. Es suficientemente brillante para ser observado con telescopios de aficionado grandes.

## Luminosidad y distancia
Es el cuásar más brillante conocido en el espectro óptico (m ~12,9), y uno de los más cercanos con un corrimiento hacia el rojo, z=0,16. Usando la constante de Hubble obtenida por la misión WMAP de 71 km/s por megapársec, este desplazamiento al rojo corresponde a una distancia de ~670 millones de parsecs, o sea, en torno a 2200 millones de años-luz. También es uno de los cuásares más luminosos conocidos, con una magnitud absoluta de –26,7 (similar a la magnitud aparente del Sol visto desde la Tierra).

## Propiedades físicas

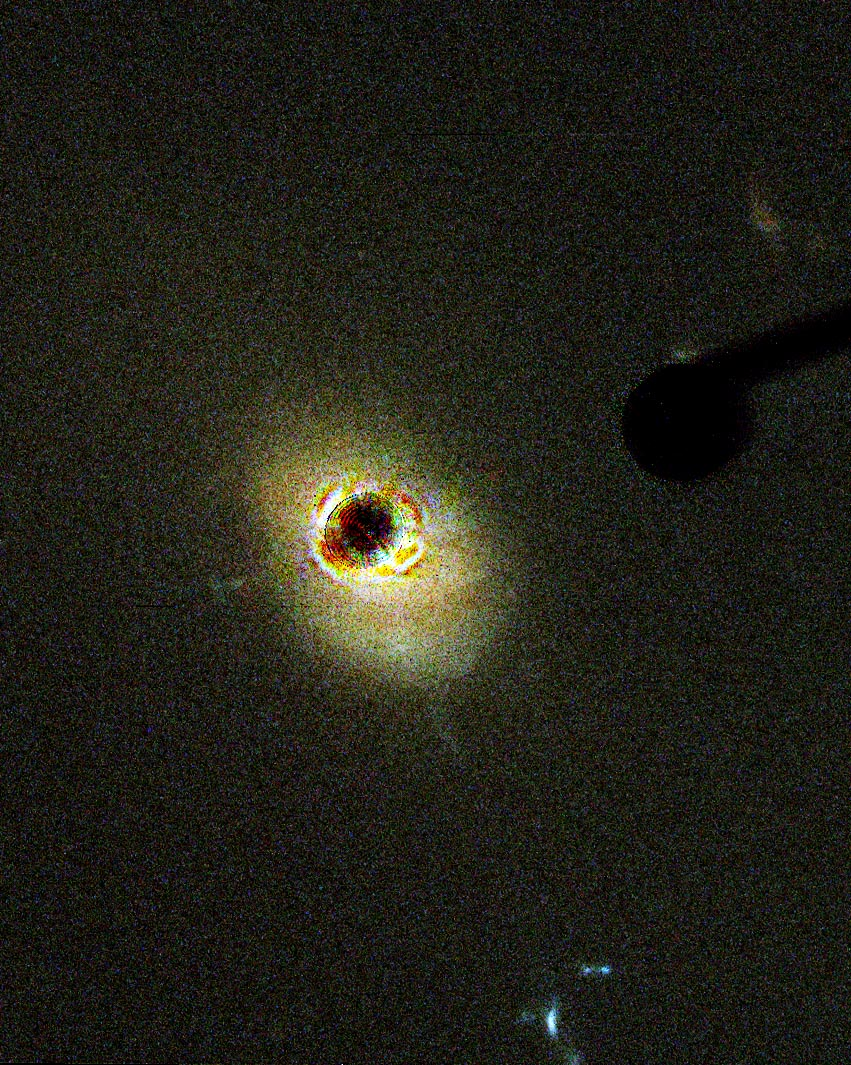
3C 273 según la imagen de la Cámara Avanzada de Sondeos del Telescopio Espacial Hubble. La luz del brillante núcleo del cuásar es bloqueada por un coronógrafo para que la galaxia que lo rodea pueda verse más fácilmente. Crédito: NASA/ESA

3C 273 se halla en el corazón de una galaxia elíptica gigante de un tamaño de 30 segundos de arco en su eje mayor y una magnitud aparente de aproximadamente 16, que se traducen a la distancia a la que se halla en una magnitud absoluta de alrededor de -23, la luminosidad esperable en una galaxia más brillante de un cúmulo de galaxias, comparable a galaxias de su tipo mucho más cercanas pero con desde luego mucha menos actividad, como por ejemplo la M87 en el Cúmulo de Virgo y un diámetro en su eje mayor de más de 300 000 años-luz respectivamente. Este cuásar tiene también un jet observable en longitud de onda visible, que mide 150 000 años-luz de largo asociado a un agujero negro supermasivo, de más de seis mil millones de masas solares, y a su disco de acreción.
Se trata del cuásar óptico más brillante del cielo desde la Tierra con una  magnitud visual aparente de ~12,9, y uno de los más cercanos con un corrimiento al rojo, z, de 0. 158. A partir de z se puede calcular una distancia de luminosidad de DL = 749 megaparsecs = 2400 millones de años luz. Utilizando métodos de parallax con el Very Large Telescope interferómetro arroja una estimación de distancia de 1,80+0,32-0,28 Gly ( 552+97-79 Mpc).

## Jet a gran escala
Este cuásar tiene un chorro o jet visible a gran escala, que mide ~200.000 años-luz (61 kpc) de largo, con un tamaño aparente de 23″. Se cree que este tipo de chorros se crean por la interacción del agujero negro central y el disco de acreción. En 1995, las imágenes ópticas del chorro obtenidas con el telescopio espacial Hubble revelaron una morfología estructurada caracterizada por repetidos nudos brillantes entrelazados por zonas de emisión débil. El ángulo de visión del chorro es de unos 6° visto desde la Tierra. En 2003 se observó que el chorro cambiaba bruscamente de dirección con un ángulo intrínseco de 2°, que es mayor que el ángulo de apertura intrínseco del chorro de 1,1°. El chorro está generando una envuelta de gas caliente en expansión, que puede estar impactando contra un disco inclinado de gas en el centro de ~ 6 kpc.

## Galaxia anfitriona
3C 273 se encuentra en el centro de una galaxia elíptica gigante con una magnitud aparente de 16 y un tamaño aparente de 29 segundos de arco. La clasificación morfológica de la galaxia anfitriona es E4, lo que indica una forma elíptica moderadamente aplanada. La galaxia tiene una masa estimada de ~ 2×1011 M☉.